# Ogród zoologiczny w Memphis
 Ogród zoologiczny w Memphis – ogród zoologiczny założony w kwietniu 1906 roku w mieście Memphis w stanie Tennessee. Ogród ma powierzchnię 31 ha, zamieszkuje go ponad 3500 zwierząt z 500 gatunków.